# Посудная лавка
«Посудная лавка» (англ. The China Shop) — 41-й короткометражный фильм рисованного мультсериала Silly Symphonies, созданный Walt Disney Productions и выпущенный United Artists 13 января 1934.

## Сюжет
После того, как двери в магазине фарфора закрываются, фарфоровые изделия оживают в танце и песне.

## Релиз
- США — 13 января 1934
- Австралия — 2 марта 1934
- Бразилия — 13 мая 1934
- Франция — 7 июля 1934
- Италия — 14 октября 1934
- Великобритания — 20 ноября 1934
- Германия — 23 ноября 1934
- Швеция — 17 декабря 1934
- Япония — 4 июня 1935

### Телевидение
- «Клуб Микки Мауса (телепрограмма)|Клуб Микки Мауса» — 2 ноября 1955
- «The New Mickey Mouse Club» — 4 ноября 1977
- «Mickey's Mouse Tracks» — Эпизод #49
- «Donald's Quack Attack» — Эпизод #67
- «The Ink and Paint Club» — Эпизод #1.24

### На носителях

#### VHS
- «Walt Disney Cartoon Classics: Limited Gold Editions»
  - «Silly Symphonies»

#### DVD
- «Walt Disney Treasures»
  - «More Silly Symphonies»